# Забутовка
Забуто́вка — процесс заполнения забутовочным материалом пространства между крепью и вмещающими горную выработку породами.
Забутовка улучшает связь крепи со стенками выработки, способствуя повышению устойчивости породного массива, увеличению несущей способности крепи, более равномерному распределению напряжений, продлению сроков безремонтного поддержания выработок, а также предотвращает скопление в закрепном пространстве взрывоопасных веществ (метана, угольной пыли и др.).
Забутовка — составная часть процесса крепления, осуществляется вручную или с помощью забутовочных машин. Зазоры, устраняемые при забутовке между породным массивом и крепью в выработках, пройденных буровзрывным и комбайновым способами, в среднем 200—320 мм. Объёмы пустот полостей обрушения и выбросов угля, породы и газа за крепью 1—5 м³ на 1 метр пройденной выработки (суммарный ежегодный объём на угольных шахтах превышает 1 млн м³).
Трудоёмкость ручной забутовки достигает 40—50 % суммарных затрат труда по креплению. Механизация забутовки позволяет в 3 раза снизить значение этого показателя, в 2,5—3,5 раза увеличить производительность труда, в 1,5 раза повысить плотность забутовочного слоя, а также обеспечить безопасные условия труда проходчиков.